# Citrus City (Texas)
Citrus City es un lugar designado por el censo ubicado en el condado de Hidalgo en el estado estadounidense de Texas. En el Censo de 2010 tenía una población de 2.321 habitantes y una densidad poblacional de 438,43 personas por km².

## Geografía
Citrus City se encuentra ubicado en las coordenadas 26°19′41″N 98°23′32″O / 26.32806, -98.39222. Según la Oficina del Censo de los Estados Unidos, Citrus City tiene una superficie total de 5.29 km², de la cual 5.29 km² corresponden a tierra firme y (0%) 0 km² es agua.

## Demografía
Según el censo de 2010, había 2.321 personas residiendo en Citrus City. La densidad de población era de 438,43 hab./km². De los 2.321 habitantes, Citrus City estaba compuesto por el 88.54% blancos, el 0.26% eran afroamericanos, el 0% eran amerindios, el 0% eran asiáticos, el 0% eran isleños del Pacífico, el 9.65% eran de otras razas y el 1.55% pertenecían a dos o más razas. Del total de la población el 87.29% eran hispanos o latinos de cualquier raza.

## Educación
El Distrito Escolar Independiente de La Joya sirve al lugar.
Escuelas que sirven al lugar:
- La Escuela Primaria Juan M. Seguin y la Escuela Primaria Dra. Maria Palmira Mendiola[9]
- La Escuela Secundaria J. D. Salinas y la Escuela Secundaria A. Richards[10]
- La Escuela Preparatoria Juarez-Lincoln[11]